# Cut Me Some Slack
Cut Me Some Slack è un brano musicale composto e registrato da Paul McCartney, Dave Grohl, Krist Novoselic e Pat Smear per la colonna sonora del film Sound City. Il brano venne eseguito per la prima volta nel corso del concerto di beneficenza "12-12-12", e fu pubblicato su YouTube il 14 dicembre 2012. Si tratta sostanzialmente di una jam session tra McCartney ed i membri rimanenti dei Nirvana, e il brano è stato descritto da McCartney come una sorta di "reunion dei Nirvana". I quattro eseguirono ancora Cut Me Some Slack, insieme a varie canzoni dei Beatles, durante il concerto di Paul McCartney tenutosi a Seattle (città natale dei Nirvana) il 19 giugno 2013.

## Registrazione
La traccia venne registrata nel corso di una jam session. Vari artisti furono riuniti da Grohl per Sound City, incluso McCartney.

## Accoglienza
Il brano venne ben accolto dalla critica. Allmusic lo definisce "un pezzo con un ritornello immediato [e] melodico". Nel 2014, la canzone si aggiudicò il premio Grammy Award nella categoria Best Rock Song.

## Formazione
- Dave Grohl – Batteria, voce, cori
- Paul McCartney – Voce, cigar box guitar
- Krist Novoselic – Basso
- Pat Smear – Chitarra